# Elacomia collaris
Elacomia collaris är en skalbaggsart som beskrevs av Heller 1916. Elacomia collaris ingår i släktet Elacomia och familjen långhorningar.
Artens utbredningsområde är Filippinerna. Inga underarter finns listade i Catalogue of Life.